# 90377 Sedna
90377 Sedna (simbol: ), trans-neptunski objekt, gotovo sigurno patuljasti planet. Otkriven je 14. studenog 2003. iz zvjezdarnice Palomara. Iako je otprilike dvije trećine veličine Plutona, zbog udaljenosti od Sunca teško je utvrditi točan oblik a samim time i je li u hidrostatičnoj ravnoteži. Spektroskopska analiza otkrila je da je Sednin površinski sastav sličan onome kod drugih transneptunskih objekata, uglavnom sastavljen od kombinacije vode, metana i dušikovih ledova s tolinom. Dobila je ime po Sedni, Inuitskoj božici mora i morskih životinja.